# Neckerův ostrov
Neckerův ostrov neboli Mokumanamana je jeden z Havajských ostrovů. Leží 690 km severozápadně od Honolulu a je součástí Papahānaumokuākea Marine National Monument (Národního památníku Severozápadní Havajské ostrovy), který patří ke Světovému dědictví UNESCO. Ostrov má tvar rybářského háčku, je dlouhý více než kilometr a široký v průměru sto metrů. Nejvyšší bod ostrova dosahuje 84 metrů nad mořem. Ostrov je tvořen čedičem, chybí na něm zdroje pitné vody, je důležitým hnízdištěm mořských ptáků. V současnosti je neobydlený, nacházejí se na něm ale kamenné stavby svědčící o tom, že v minulosti Polynésané ostrov navštěvovali, pravděpodobně jako kultovní místo. Podle legendy žil na ostrově po svém vyhnání z ostatních havajských ostrovů trpasličí národ Menehune.
Ostrov objevil v roce 1786 Jean-François de La Pérouse a pojmenoval ho podle tehdejšího ministra financí Jacquese Neckera.